# Atam Koroglu
Atam Koroglu (Amersfoort, 6 augustus 1979) is een Nederlandse voetballer  van Armeense origine die als doelman speelde. 

## Carrière
In de jeugd was hij spits bij VVZA maar werd al snel doelman. Via UVV kwam hij in de jeugd van FC Utrecht. In de 2,5 jaar dat hij bij Turkiyemspor keepte won hij de titel in de zondag hoofdklasse, het zondagkampioenschap en de KNVB Beker voor amateurs. Bij Katwijk won hij naast de Supercup ook het kampioenschap in de topklasse, In 2013 werd hij met Katwijk landskampioen. Hij speelt van 2016 tot 2020 bij OFC. Hij is ambassadeur van de Ricardo van Rhijn Foundation.

## Statistieken
| Seizoen  | Club           | Land       | Competitie         | Wedstrijden | Doelpunten |
| -------- | -------------- | ---------- | ------------------ | ----------- | ---------- |
| 2000/01  | FC Utrecht     | Nederland  | Eredivisie         | 1           | 0          |
| 2001/02  | TOP Oss        | Nederland  | Eerste divisie     | 2           | 0          |
| 2002/03  | HFC Haarlem    | Nederland  | Eerste divisie     | 19          | 0          |
| 2003/04  | Roda '46       | Nederland  | Amateurvoetbal     | -           | -          |
| 2004/05  | Türkiyemspor   | Nederland  | Amateurvoetbal     | -           | -          |
| 2005/06  | AGOVV          | Nederland  | Eerste divisie     | 6           | 0          |
| 2006/07  | Türkiyemspor   | Nederland  | Amateurvoetbal     | -           | -          |
| 2007/08  | MVV            | Nederland  | Eerste divisie     | 5           | 0          |
| 2008/09  | Türkiyemspor   | Nederland  | Amateurvoetbal     | 1           |            |
| 2008/09  | FC Chabab      | Nederland  | Amateurvoetbal     | -           | -          |
| 2009/010 | SDVB           | Nederland  | Amateurvoetbal     | -           |            |
| 2010/11  | vv Katwijk     | Nederland  | Zaterdag Topklasse | 30          | 0          |
| 2011/12  | vv Katwijk     | Nederland  | Zaterdag Topklasse |             |            |
| 2012/13  | vv Katwijk     | Nederland  | Zaterdag Topklasse | 6           | 0          |
| 2013/14  | vv Katwijk     | Nederland  | Zaterdag Topklasse | 31          | 0          |
| 2014/15  | vv Katwijk     | Nederland  | Zaterdag Topklasse | ?           |            |
| 2015/16  | vv Katwijk     | Nederland  | Zaterdag Topklasse | 27          | 0          |
| 2016/20  | OFC            | Nederland  | Amateurvoetbal     |             |            |
| Totaal   | Bijgewerkt tot | 7 mei 2022 |                    | 131         | 0          |